# Sucker Punch (альбом)
| Совокупная оценка    | Совокупная оценка |
| Источник             | Оценка            |
| -------------------- | ----------------- |
| AnyDecentMusic?      | 7.5/10            |
| Metacritic           | 78/100            |
| Оценки критиков      |                   |
| Источник             | Оценка            |
| AllMusic             | [ 3 ]             |
| Clash                | 8/10              |
| DIY                  | [ 6 ]             |
| Drowned in Sound     | 8/10              |
| Exclaim!             | 7/10              |
| The Irish Times      | [ 9 ]             |
| The Line of Best Fit | 10/10             |
| NME                  | [ 10 ]            |
| Pitchfork            | 6.0/10            |
| Rolling Stone        | [ 12 ]            |

Sucker Punch — дебютный студийный альбом норвежской певицы и автора Сигрид, вышедший 6 мая 2019 года на лейбле Island Records.
Альбом Sucker Punch получил положительные отзывы от музыкальных критиков, многие из которых отметили его слаженность и вдохновляющие тексты. В коммерческом плане альбом в первую же неделю возглавил норвежский чарт альбомов, а также вошел в пятерку лучших в Ирландии, Шотландии и Великобритании, а также занял скромные позиции в нескольких европейских чартах.

## История
Сигрид стала известна на международном уровне после выхода её хита «Don’t Kill My Vibe» в феврале 2017 года и победы на премии BBC Music Sound of 2018 в январе 2018 года. Говоря об альбоме, она заявила: «Я рано поняла, что мне будет трудно пытаться быть кем-то другим, кроме той, кто я есть. Я всегда говорила, что если я собираюсь сделать это, то проще всего быть собой и выглядеть как я, где я могу себя узнать». 31 января 2019 года Сигрид раскрыла трек-лист альбома через Twitter.

## Композиция
Sucker Punch — это поп, электропоп и синти-поп альбом, который был описан как навигация по «пространству между успехом в Топ-40 и достоверностью инди-попа». Альбом открывается заглавным треком, пауэр-поп номером, который лирически рассказывает о влюбленности без осознания этого. Китти Ричардсон из The Line of Best Fit назвала эту песню гимном «влюбленности» с «жирными синтезаторами» и припевом с фальцетом певицы. «Mine Right Now» — это песня в стиле 1980-х годов о жизни в настоящем моменте в отношениях без будущего «Basic» — это танцевальный номер, который ведет к лоу-фай бриджу, содержащему нежные аккорды фортепиано. Лирически песня исследует темы неуверенности и сомнения в себе и была описана как «уязвимый, несовершенный взгляд за занавес». Томас Смит из NME описал песню как «заведомый намек на её воспринимаемый образ девушки из соседней двери». Второй сингл «Strangers» это синти-поп песня, которую в музыкальном плане сравнивают с творчеством Робин. «Don’t Feel Like Crying» это гимн расставания, состоящий из оркестровых ударов и тонких вокальных эффектов, который вызвал сравнения с творчеством Карли Рэй Джепсен. «Level Up» это инди-поп номер, который содержит нежную линию акустической гитары, предваряемую вступлением скрипок и сменяемую непредсказуемой мелодией в припеве.

## Отзывы
Honestly, Nevermind был встречен в целом положительными отзывами музыкальных критиков. На сайте Metacritic, который присваивает рецензиям профессиональных изданий нормализованный рейтинг из 100, альбом получил средний балл 788 на основе 16 обзоров, что указывает на «в целом положительные отзывы». Агрегатор AnyDecentMusic? дал ему 7,5 балла из 10 на основе своей оценки критиков.
Робин Мюррей, написавший обзор для журнала Clash, оценил альбом в восемь звезд из десяти, назвав его «компактным, лаконичным проявлением поп-амбиций, тонко сбалансированным подвигом, в котором врожденные способности норвежского таланта противопоставлены ее желанию напрячься, открыть что-то новое». Китти Ричардсон из The Line of Best Fit, оценила альбом в десять баллов из десяти и написала, что альбом «излучает ее особый бренд силы: не размашистый, пробивающий воздух вид, который мы могли бы ожидать от ее коллег, а более скромное обязательство любить себя — особенно когда жизнь бросает свои неизбежные правые крюки». Оценив альбом в четыре звезды из пяти, Нил Юнг из AllMusic назвал Sucker Punch «мастерским дебютом многообещающего таланта, не боящегося быть собой».
Томас Смит из NME, оценил альбом в четыре звезды из пяти и заявил, что альбом «не похож на тщательно продуманный и хитрый план по превращению Сигрид в международную поп-суперзвезду». В заключение своей рецензии он назвал альбом «прекрасным завершением двухлетней кампании, в которой практически все было сделано правильно». Харриет Линнелл, написавшая рецензию для Drowned in Sound, оценила альбом в восемь звёзд из десяти, похвалив Сигрид за «[выделение] своей собственной звуковой ниши». Она также назвала Sucker Punch «эклектичной, оригинальной и невероятно запоминающейся первой пластинкой».
Рейчел Финн из DIY описала альбом как «полный взвивающихся, драматических припевов и чистого вокала, где почти каждая песня — потенциальный радиохит, но это не плохо». Она поставила альбому 3,5 звезды из 5. Брэд Гарсия из Exclaim! поставил альбому оценку 7 из 10, заявив: «Хотя может показаться, что она ещё не полностью приняла свою уникальность в мейнстримовом пространстве, на Sucker Punch есть много моментов, которые говорят о том, что Сигрид на пути к этому».

## Итоговые списки
| Публикация      | Список                                 | Ранг | Ссылка |
| --------------- | -------------------------------------- | ---- | ------ |
| AllMusic        | Favorite Pop Albums                    | N/A  | [ 19 ] |
| Chorus.fm       | Top 25 Albums of 2019                  | 14   | [ 20 ] |
| Gaffa (Denmark) | The 20 Best Foreign Albums of the Year | 19   | [ 21 ] |
| Uproxx          | The 35 Best Pop Albums of 2019         | 22   | [ 22 ] |

## Список композиций
По данным iTunes и Твиттера Сигрид
| №                   | Название                 | Автор(ы)                                             | Продюсеры                 | Длительность |
| ------------------- | ------------------------ | ---------------------------------------------------- | ------------------------- | ------------ |
| 1.                  | «Sucker Punch»           | Сигрид Робе Emily Schwartz Martin Sjølie [ 25 ]      | Sjølie Odd Martin Skålnes | 3:14         |
| 2.                  | «Mine Right Now»         | Робе Schwartz Sjølie                                 | Sjølie Skålnes            | 3:23         |
| 3.                  | «Basic»                  | Робе Jonny Lattimer                                  | Sjølie Skålnes            | 3:37         |
| 4.                  | «Strangers»              | Робе Sjølie                                          | Sjølie                    | 3:53         |
| 5.                  | «Don’t Feel Like Crying» | Робе Schwartz Oscar Holter                           | Holter                    | 2:37         |
| 6.                  | «Level Up»               | Робе Schwartz Sjølie                                 | Sjølie Skålnes            | 2:17         |
| 7.                  | «Sight of You»           | Робе Askjell Solstrand                               | Solstrand                 | 3:57         |
| 8.                  | «In Vain»                | Робе Joseph Janiak                                   | Solstrand                 | 4:07         |
| 9.                  | «Don’t Kill My Vibe»     | Робе Sjølie                                          | Sjølie                    | 3:04         |
| 10.                 | «Business Dinners»       | Робе Jonnali Parmenius Patrik Berger Martin Stilling | Berger Stilling           | 2:48         |
| 11.                 | «Never Mine»             | Робе Parmenius Sjølie                                | Sjølie                    | 3:38         |
| 12.                 | «Dynamite»               | Робе Solstrand [ 26 ]                                | Solstrand                 | 3:51         |
| Общая длительность: | Общая длительность:      | Общая длительность:                                  | Общая длительность:       | 40:23        |

## Чарты
| Чарт (2019)                            | Высшая позиция |
| -------------------------------------- | -------------- |
| Австралия (ARIA)                       | 84             |
| Австрия (Ö3 Austria)                   | 51             |
| Бельгия/Фландрия (Ultratop)            | 34             |
| Бельгия/Валлония (Ultratop)            | 151            |
| Нидерланды (Album Top 100)             | 33             |
| Франция (Downloads Albums, SNEP)       | 30             |
| Германия (Offizielle Top 100)          | 63             |
| Ирландия (IRMA)                        | 4              |
| Норвегия (VG-lista)                    | 1              |
| Шотландия (Scottish Albums Chart)      | 4              |
| Швеция (Sverigetopplistan)             | 57             |
| Швейцария (Schweizer Hitparade)        | 54             |
| Великобритания (UK Albums Chart)       | 4              |
| США (Billboard Top Heatseekers Albums) | 3              |
| США (Billboard Top Album Sales)        | 90             |

## Сертификации
| Регион | Сертификация  | Продажи |
| --- | ------------- | ------- |
| Норвегия (IFPI Norway) | 2× Платиновый | 40 000* |
| Великобритания (BPI) | Золотой       | 100 000 |
| * Данные о продажах приведены только на основе сертификации. · Данные о продажах + прослушиваниях приведены только на основе сертификации. |               |         |